# Frank Peter Zimmermann
Frank Peter Zimmermann   (Duisburg, 27 de febrer de 1965) és un violinista alemany.

## Biografia
Va néixer a Duisburg, Alemanya Occidental, i va començar a tocar el violí quan tenia cinc anys, fent el seu primer concert amb orquestra a deu anys.
Des que va acabar els seus estudis amb Valery Valentinovich Gradow, Saschko Gawriloff i Herman Krebbers el 1983, Frank Peter Zimmermann ha actuat amb un nombre considerable d'orquestres i directors importants del món.

## Destacats
Destaquen els compromisos, entre d'altres, amb l'Orquestra Simfònica de Boston i Paavo Berglund, l'Orquestra Simfònica Nacional de Washington i Leonard Slatkin, l'Orquestra Simfònica de Boston i Manfred Honeck, l'Orquestra Filharmònica de Berlín i Bernard Haitink, l'Orquestra Philharmonia i Wolfgang Sawallisch i l'Orquestra Simfònica de la Ràdio de Baviera i Mariss Jansons.
El febrer de 2003, Frank Peter Zimmermann i l'Orquestra Filharmònica de Berlín dirigida per Peter Eötvös van oferir l'estrena mundial del concert per a violí 'en sourdine' del compositor alemany Matthias Pintscher.

## Recitals
A part dels compromisos amb l'orquestra, Frank Peter Zimmermann també ofereix recitals. Des de 1998 la seva parella habitual és el pianista italià Enrico Pace. Altres socis habituals de música de cambra són Heinrich Schiff, Piotr Anderszewski i Christian Zacharias. La seva gravació del Doble Concert de Brahms amb Schiff va guanyar el Deutscher Schallplattenpreis.

## Stradivarius
De 2001 a 2015, Zimmermann va tocar un violí Stradivarius de 1711 conegut com a "Lady Inchiquin", interpretat anteriorment per Fritz Kreisler. El violí havia estat cedit a Zimmermann pel banc amb seu a Düsseldorf WestLB AG, però va ser reclamat el febrer de 2015 en la finalització del contracte de préstec pel successor legal del banc, Portigon Financial Services, a causa de la fallida del banc.
Al gener de 2016, a Zimmermann li va ser cedit el "Général Dupont" Stradivarius del 1727, per un període inicial de dos anys. També conegut com el "Grumiaux" Stradivarius, havia estat propietat del famós virtuós belga Arthur Grumiaux. L'instrument és propietat de l'empresari, filantrop i violinista aficionat Sr. Yu, que el va comprar el febrer de 2015 a través de Rare Violins de Nova York per una suma no revelada, convertint el violí en el primer Stradivarius propietat d'un particular a la Xina continental. Però al principi de 2017 l'Estat del Rin del Nord-Westfàlia del qual ell es nadiu li'n va retornar a cedir el violí.